# Гонзага-Луццара
Гонзага-Луццара — угасшая маркграфская династия, боковая ветвь рода Гонзага, основанная в Мантуанском герцогстве принцем Родольфо Гонзага и Катериной Пико. Представители династии носили титулы сеньоров и маркграфов Луццары.

## История
После смерти Лудовико III, 2-о маркграфа Мантуи, принадлежавшие ему владения были поделены между его сыновьями. Родольфо, пятый сын и десятый ребёнок в семье Лудовико III и его супруги Барбары Бранденбургской, получил в совместное владение с младшим братом Лудовико (отказался от всех владений) феоды Луццара, Кастель-Гоффредо, Кастильоне-делле-Стивьере и Сольферино, а также Каннето, Мариана и Родолеско. Последние три он позднее обменял на Луццару у старшего брата Федерико I, 3-о маркграфа Мантуи. Родольфо носил титул маркграфа, как титул учтивости. Он не был владетельным правителем. 11 февраля 1494 года император Максимиллиан даровал ему инвеституру с титулом сеньора Луццары. Наследником Родольфо после сражения при Форново-ди-Таро, случившимся 6 июля 1495 года, был его старший сын Джанфранческо. Ему наследовал его сын Массимилиано, ставший 1-м маркграфом Луццары с 1561 года. Его младший брат Родольфо основал боковую ветвь рода Гонзага-Повильо. При Массимилиано в 1557 году маркграфство была насильственно выкуплено Гульельмо I, герцогом Мантуи и маркграфом Монферрато. Массимилиано оставил за собой и наследниками титул маркграфов Луццары, ряд дворцов и поместий, но утратил владетельный статус. Династия угасла в 1794 году со смертью её последнего представителя Джованни Гонзага.

## Генеалогическое древо Гонзага-Луццара
- Родольфо Гонзага  (1452—1495), 1-й сеньор Луццары с 1494 года, 1-й маркграф Кастель-Гоффредо, Кастильоне и Сольферино;
  - Паола Гонзага[итал.] (1486—1519), в 1501 году вышла замуж за Джан Никколо Тривульцио[итал.] (1479—1512), графа Муссоко;
  - Джанфранческо Гонзага[итал.] (1488—1524), 2-й сеньор Луццары;
    - Массимилиано Гонзага[итал.] (1513—1578), 3-й сеньор и 1-й маркграф Луццары;
      - Елизавета Гонзага;
      - Элеонора Гонзага;
      - Просперо Гонзага[итал.] (1554—1614), 2-й маркграф Луццары;
        - Федерико I Гонзага[итал.] (ум. 1630), 3-й маркграф Луццары;
          - Луиджи I Гонзага[итал.] (1602—1666), 4-й маркграф Луццары;
            - Федерико II Гонзага[итал.] (1636—1698), 5-й маркграф Луццары;
              - Сильвия Гонзага (1699—1742), в 1694 году вышла замуж за Сильвио Гаэтано Гонзага, маркграфа Палаццоло;
              - Изабелла Гонзага (1670—1739), монахиня под именем Елена в монастыре Святой Екатерины;
              - Луиджи Гонзага (1673—1718), монах Общества Иисуса, миссионер;
              - Элеонора Гонзага (1674—1731), монахиня под именем Мария Франциска в монастыре капуцинок в Мантуе;
              - Маддалена Гонзага (1676—1749), монахиня под именем Мария Тереза в монастыре капуцинок в Мантуе;
              - Фульвия Гонзага (1678—после 1700), в 1700 вышла замуж за дона Фабио Маркезе-Бельпрато, князя Круколи и Сан-Вито-дей-Норманни (ум. 1740);
              - Луиджи II Гонзага[итал.] (1679—1738), 6-й маркграф Луццары;
                - Олимпия Гонзага (род. 1704), монахиня под именем Анджелика в монастыре Святого Павла в Мантуе;
                - Федерико Гонзага (1705—1777), монах в Обществе Иисуса;
                - Просперо Гонзага (1708—1721);
                - Елена Гонзага (род. 1710), монахиня под именем Мария Шарлотта в монастыре Святой Екатерины;
                - Базилио Гонзага[итал.] (1711—1782), 7-й маркграф Луццары;
                  - Федерико Гонзага (1744—1745);
                  - Изабелла Гонзага (род. и ум. 1746);
                  - Луиджи Мариано Гонзага (1741—1743);
                  - Луиджа Гонзага (род. и ум. 1739);
                  - Мария Катерина Гонзага (род. и ум. 1740);
                  - Карло (род. и ум. 1739);
                  - Луиджа Гонзага (1743—1766);

                - Родольфо Гонзага (1713—1716);
                - Джованни Гонзага[итал.] (1721—1794), 8-й маркграф Луццары;
                  - Шарлотта Гонзага (1767—1823);
                  - Луиджа Гонзага (род. 1768);
                  - Луиджи Гонзага (род. и ум. 1769);
                  - Игнацио Гонзага (ум. 1772);

              - Фердинандо Гонзага (1681—1750), священник;
              - Просперо Гонзага (1682—1683);
              - Массимилиано Гонзага (1683—1749), монах Общества Иисуса;
              - Просперо Гонзага (1685—1686);
              - Карло Гонзага (1687—1710);
              - Лаура Гонзага (род. 1688), монахиня под именем Лаура в монастыре капуцинок в Мантуе;
              - Родольфо Гонзага (1690—1692);

            - Пирро Гонзага (1638—1693);
            - Массимилиано Гонзага (1639—1640);
            - Луиджи Гонзага;
            - Эрколе Гонзага (1643—1644);
            - Родомонте Гонзага;
            - Сильвия Гонзага (ум. 1647);
            - Изабелла Гонзага;

          - Просперо Гонзага (1607—1675);
          - Франческо Гонзага (ум. 1670);
          - Элеонора Гонзага (ум. 1665);
          - Фердинандо Гонзага;
          - Сильвия Гонзага (ум. 1616);
          - Базилио Гонзага (1627—1702);

        - Франческо Гонзага (ум. 1650);
        - Джамбаттиста Гонзага;
        - Альберто Гонзага;
        - Катерина Гонзага;
        - Джанфранческо Гонзага (ум. 1650);
        - Луиджи Гонзага[итал.] (1587—1633), епископ Альбы с 1619 года;
        - Массимилиано Гонзага (1579—1613);
        - Галеаццо Гонзага;
        - Барбара Гонзага;
        - Винченцо Гонзага;
        - Джулия Гонзага (ум. 1623);
        - Мария Гонзага;

      - Маркантонио Гонзага[итал.] (ум. 1592), епископ Казале с 1589 года, губернатор герцогства Монферрато с 1590 года;
      - Лаура Гонзага;

    - Гульельмо Гонзага;
    - Галеаццо Гонзага;
    - Елизавета Гонзага;
    - Маргарита Гонзага;
    - Анджела Гонзага;
    - Ипполита Гонзага;
    - Родольфо Гонзага[итал.] (ум. 1553), 1-й граф Повильо, основатель ветви Гонзага-Повильо;

  - Лукреция Гонзага (род. и ум. 1490);
  - Барбара Гонзага (род. и ум. 1490);
  - Джулия Гонзага (1493—1544), монахиня под именем Анджелики Габриэллы в монастыре Святой Павлы в Мантуе;
  - Луиджи Алессандро Гонзага (1494—1549), 2-й маркграф Кастель-Гоффредо, Кастильоне и Сольферино, основатель ветви Гонзага–Кастель-Гоффредо, Кастильоне и Сольферино.